# Багдасарова Софія Андріївна
Софія Андріївна Багдасарова (нар. Москва, СРСР) — російська письменниця та історик образотворчого мистецтва, журналіст, художній критик, арт-блогер. Двічі номінант премії "Просвітитель".

## Біографія
Софія Багдасарова народилася у Москві.
Батько — Андрій Леонідович Пономарьов, відомий історик-візантиніст, нумізмат. Дід — Леонід Іванович Пономарьов, уродженець донецької Дружківки, радянський і російський фізик, академік РАН.
Закінчила відділення історії та теорії мистецтва історичного факультету МДУ, наукові керівники Федір Занічов, Іван Тучков, спеціалізація — європейський портрет.
Більше 15 років професійно займається журналістикою в галузі культури (РІА Новини, Ваше дозвілля, Росія сьогодні, Навколо світу, Культура.рф, Ніж, Культуроманія, та інші). З 2018 року співробітник видання The Art Newspaper Russia.

## Письменниця

### Блог
З 2004 року Софія Багдасарова веде в «Живому журналі» блог історика мистецтва (shakko.ru [Архівовано 29 жовтня 2021 у Wayback Machine.]). Блог набув широкої популярності у 2017 році, першою популярною його рубрикою стало «Огидне мистецтвознавство»:

Я пишу о тех темах в искусстве, о которых редко рассказывают в серьезных изданиях. Впрочем, на Западе они давно попали в научную сферу (например, можно вспомнить «Историю уродства» Умберто Эко), у нас с этим пока бедно. А людей-то интересует все необычное! Таким образом, у меня возникла рубрика «Омерзительное искусствоведение» (названная в честь ленты Тарантино «Омерзительная восьмерка»). В ней я стала публиковать всякие шокирующие вещи, ужасающие произведения искусства — причем не современные, а исключительно классику. Первый крупный поток читателей, мне кажется, привлекли именно эти сюжеты, а затем они стали читать и другие, более «спокойные» записи.
— София Багдасарова
Потім значну популярність отримала рубрика «Вопросы про искусство»:

Когда я поняла, что у меня образовалась довольно большая постоянная аудитория, которая не прочь узнать про более серьезные вещи, то придумала рубрику «Вопросы про искусство». Читатели, не являющиеся профессионалами от искусства, присылают для неё вопросы, и чем они проще и неожиданнее, тем интереснее на них отвечать. Сама постановка вопроса позволяет отвечать необычно. Именно так появился пост-ответ «Почему Шилов — плохой художник, а Брюллов — хороший, они же похожи?» На сегодня это самый популярный мой текст, около 400 тыс. просмотров. По сравнению с рекордами YouTube, конечно — мелочь, но для материалов про живопись это очень здорово. Или вот «Расскажите, что такое „сучасне мистецтво“? Только в двух словах, пожалуйста» и «Почему Репін дешевле Малевича и Кандинського?». На это, по идее, невозможно ответить серьезно, но в итоге вскрываются какие-то основополагающие принципы.
— София Багдасарова
За підсумками 2017 блог Софії Багдасарової, з відвідуваністю 40-50 тисяч переглядів на день (5-6 місце в загальному топі ЖЖ), був удостоєний премії NeForum Awards в номінації «Кращий лонгрід».

### «Огидне мистецтво»

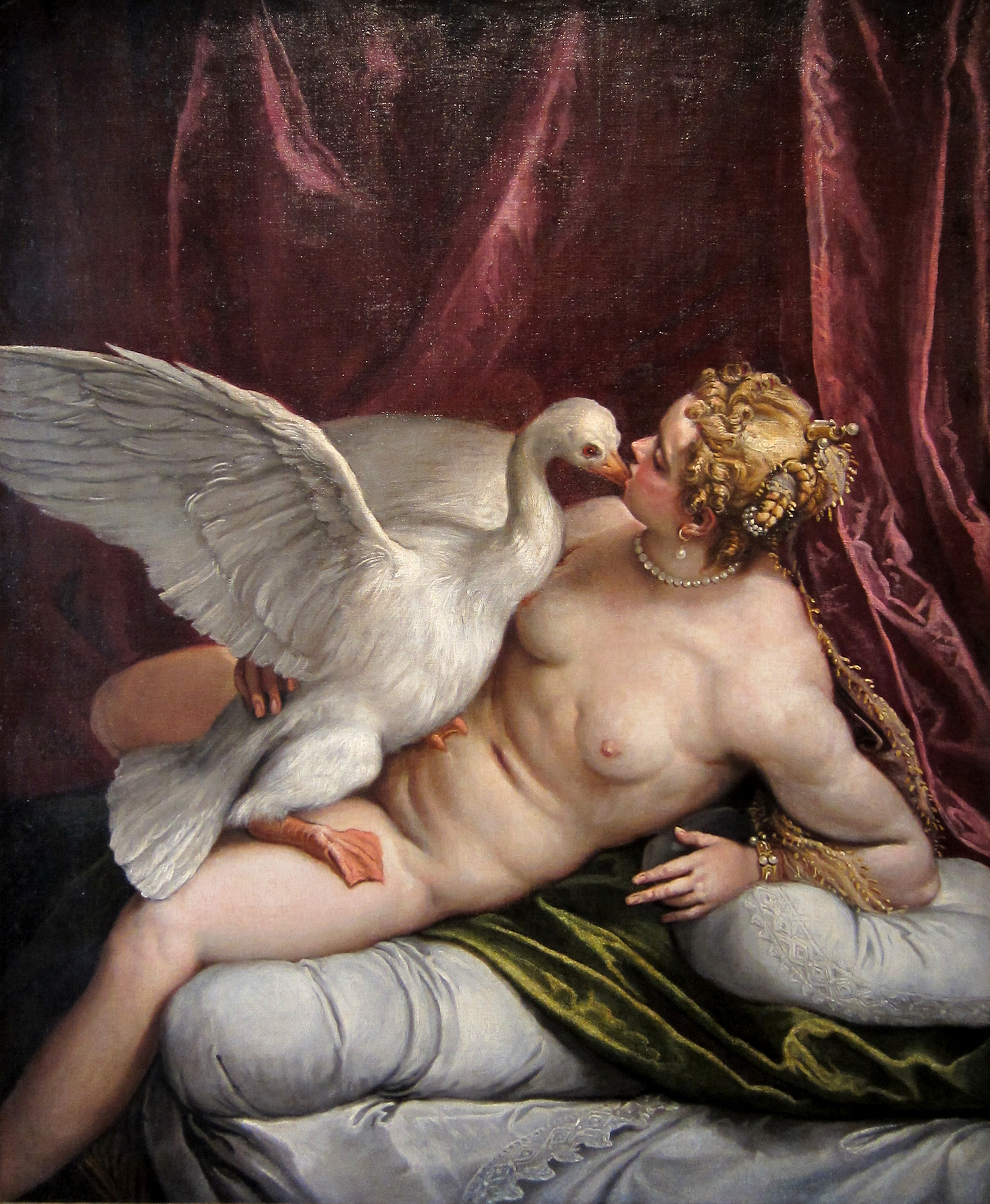
Репродукція картини Паоло Веронезе «Льода та лебідь» використана для обкладинки книги Софії Багдасарової «Гидке мистецтво»

Після успіху блогу до Софії Багдасарової звернулися представники видавництва «Ексмо» із пропозицією написати книгу. Софія переробила та адаптувала частину матеріалів блогу для друку, і приблизно половину її обсягу склали нові тексти. Орієнтиром для автора послужила стилістика «Загальної історії, обробленої „Сатириконом“», написаної Теффі, Аркадієм Аверченком та іншими класиками російської гумористичної прози початку XX століття. У книзі Багдасарової в гумористичному, осучасненому ключі переказуються давньогрецькі міфи про канібалів, трансвеститів, чоловіковбивць. Видання має кольорові репродукції Рубенса, Мікеланджело, прерафаелітів та інших художників — на відповідні теми, а також серйозними науковими коментарями.
Книга «Гидке мистецтво» стала бестселером, але отримала суперечливі відгуки читачів та критиків. Коментатори наголошували на несподіваній невідповідності враження від текстів Софії, опублікованих в інтернеті та на папері, а також компромісності в обробці матеріалу, коли гострі та актуальні жарти з блогу замінювалися на «бородаті» каламбури.
Літературний критик Костянтин Мільчин заявив, що книга Софії Багдасарової є «амікошонський [Архівовано 3 січня 2022 у Wayback Machine.] переказ давньогрецької міфології в стилі програми „Аншлаг“», визнавши при цьому, що «автор книги насправді справді крута просвітителька: вона веде чудовий блог у ЖЖ, де компетентно і по-справжньому дотепно розповідає про живопис». Шеф-редактор порталу Год.Литературы.РФ Михайло Візель зазначає: «Але при цьому навмисному комікуванні видно, що автор предмет любить і, головне, знає. Так що читання дозволить не тільки спокійніше реагувати на обурені зойки пильних співгромадян, а й впевненіше почуватися в європейських музеях».

Рецензент Володимир Богданов налаштований більш доброзичливо:

Это рассказ об античных мифах и нравах на примере сюжетов европейских художников. Написано лихо, без академической тягомотины. По жанру это не научная монография, а скорее арт-басни, чистый фан, «скандалы-интриги-расследования» времен Одиссея… Лишь для непосвященного человека сюжеты некоторых картин просто пастораль, тишь, да благодать. А стоит чуть копнуть в мифологию, и вылезает сразу все: безжалостность, беспринципность, жестокость, коварство и бесстыдство. Нет ничего нового под солнцем. Всю мерзость, как выясняется, придумали задолго до нас.
— Владимир Богданов

Літератори Олександр Архангельський та Олександр Гаврилов включили книгу «Гидке мистецтво» до «довгого списку» претендентів на премію «Просвітитель» за 2018 рік. Гаврилов обґрунтував це включення, знаходячи у підкресленій простоті подачі матеріалу головне значення книги:

То, что в этой книге происходит, быть может, для многих читателей непонятно и незаметно. Вообще-то в современной русской литературе нет канона разговорной речи, записанной на бумаге. Если просто расшифровываешь, как звучит улица, это читать невозможно. Складывание вот этого канона началось довольно поздно, под конец шестидесятых годов; единственное существенное достижение советского времени — это, пожалуй, Довлатов, потом появляются какие-то ещё люди, в начале своего творчества интересно с этим работал Гришковець. И мне то, что в этой книжке делается, в особенности интересно с точки зрения литературы. Мне кажется, это очень яркая и существенная заявка на новый язык.
Строго говоря, сама конструкция научно-популярной книги изначально была очень приближена к тому, что делает Софья. Потому что любая популярная книга о науке должна рассказывать тем языком, который будет абсолютно прозрачен для человека, не потратившего двадцать лет на подготовку к чтению этой книжки. К сожалению, сами ученые делать это разучились довольно давно.
— Александр Гаврилов
Тим не менш, до «короткого списку» премії книга Софії Багдасарової не потрапила.

### «Апокаліпсис у мистецтві»
У жовтні 2018 року у відділенні «Бомбора» видавництва «Ексмо» вийшла друга книга Софії Багдасарової «Апокаліпсис у мистецтві. Подорож до Армагеддону». Видання є повним текстом «Одкровення Іоанна Богослова» («Апокаліпсису») з великою кількістю кольорових репродукцій творів художників минулого, що максимально повно ілюструють текст.

Во-первых, сразу успокою тех, кто опасается фривольностей на тему христианства — никакого юмора в ней нет! Из моих фирменных качеств я использовала тут другие — все очень просто и понятно, уровень объяснений — «для советского школьника-старшеклассника», для представителя технической интеллигенции. То есть для умного человека, который искренне хочет понять сложное, но боится углубляться в дебри.
Идея издания родилась из фразы искусствоведов об уникальности «Апокалипсиса»: это «единственная книга Библии, в которой проиллюстрирована каждая строчка, или хотя бы абзац». Так что вот оно, такое «Откровение Иоанна Богослова», в котором действительно проиллюстрированы каждая строчка или хотя бы абзац! По сути, вышел «графический роман» (это как «книга комиксов», только для интеллектуалов), или огромная житийная икона с двумястами клеймами, последовательно иллюстрирующими развитие событий Конца света.
— София Багдасарова
«Російська газета» відзначила презентацію книги серед найцікавіших подій ярмарку Non/Fiction-2018 , журнал Elle Girl включив книгу до списку «10 розумних нон-фікшн книг для серйозних дівчат».
Ця книга теж увійшла в лонг-лист премії «Просвітитель» (2020).

### «Злодії, вандали та ідіоти»
У вересні 2019 року у відділенні «Бомбора» видавництва «Ексмо» вийшла третя книга Софії Багдасарової «Злодії, вандали та ідіоти: кримінальна історія російського мистецтва». У книзі автор розповідає про найцікавіші злочини, що відбувалися в російських музеях, і зазначає, що « дурість, надія на авось і пияцтво — ось те, що відрізняє російські злочини у сфері мистецтва». Книга є першим літописом злочинів у сфері мистецтва, скоєних саме у Росії.
Згідно з рецензією мережевого видання «Горький», «автор не надто фокусується на мотивах та психологічних нюансах злочинців, обмежуючись грайливо-сатиричним, на кшталт лоу-файного Зощенка, описом того, що сталося. Градус розважальності підвищують арт-дилерські байки, розміщені між основними оповіданнями. Цікава й верстка видання — вона успішно мімікрує під науково-популярні книжки для підліткового віку кінця 1980-х». Аукціонний портал Artinvestment.ru рекомендує її колекціонерам-початківцям як щеплення від довірливості  The Village включив книгу в добірку нових «романів про життя в сучасній Росії», охарактеризувавши її як «книгу іспанського сорому»: при читанні книги «...сором за співвітчизників відчувається прямо фізично». Відповідно до рецензенту «Російської газети»: «лихе читання, пізнавальне та розважальне одночасно». Портал Год.Литературы.РФ пише: «сміятися ви будете голосно і заливисто. Сам собою гумор для цієї книги — не менш важлива категорія, ніж мистецтво, так що будьте готові до науково-розважальної еклектики», і вказує, що чорного гумору в порівнянні з першою книгою поменшало.
Книга була представлена на Московському книжковому ярмарку-2019, до найцікавіших книг фестивалю її включили ряд видань. Сатиричні ілюстрації, виконані художником Марією Пономарьовою спеціально для цієї книги, порівняли з Бідструпом.
Через кілька місяців пройшла презентація книги на ярмарку Non/Fiction, організатори якої включили її у свій топ-лист. До списку книг, які варто купити на ярмарку, її також включив ряд видань, як і саму презентацію — до найцікавіших заходів . Пізніше видання «Собака» включило книгу до списку 35 найкращих книг року.

### «Лев Толстой дуже любив дітей»
У 2020 році Багдасарова виступила як редактор-упорядник книги М. Доброхотова-Майкова, В. П'ятницький "Лев Толстой дуже любив дітей ..." Анекдоти про письменників, що приписуються Хармсу (М., Бомбора). Книга включає факсиміле рукопису анекдотів псевдо-хармса з малюнками нонконформіста В. П'ятницького, великі коментарі та наукові та біографічні статті різних фахівців. Книга була представлена на Московському книжковому ярмарку-2020, книжковими рецензентами включалася в огляди «книга тижня» та «найцікавіші новинки останніх місяців». Рецензія на книгу вийшла в альманаху, присвяченому історії самвидаву в Росії «Acta samizdatica» (№ 5, 2020): «Без перебільшень можна сказати, що ми, нарешті, отримали книгу, на яку всі давно чекали». Угорський літературознавець Жофія Калавскі у рецензії, написаній для угорського Інституту літературознавства, зазначає, що у виданні показано, як цей твір увійшов до соціального та культурного контексту 1970-х років, що він доповнений серією досліджень та інтерв'ю, які досліджують роль та значення анекдотів у багатьох суміжних галузях культури. Художник, засновник арт-комуни ОДЕКАЛ Сергій Сігерсон включив книгу до списку «5 книг про те, що являв собою радянський арт-самвидав».
10 лютого 2021 року презентація книги відбулася у Державній публічній історичній бібліотеці Росії. Захід пройшов у рамках спільного проекту Історичної бібліотеки та Гуманітарного факультету РДСУ — дослідницької лабораторії «Не/зберігається», яка присвячена роботі із самвидавом, «летучими виданнями» та цифровими ресурсами. У 2021 році книга була представлена на презентації у ДМІІ ім. О. С. Пушкіна.

## Участь у русі Вікімедіа

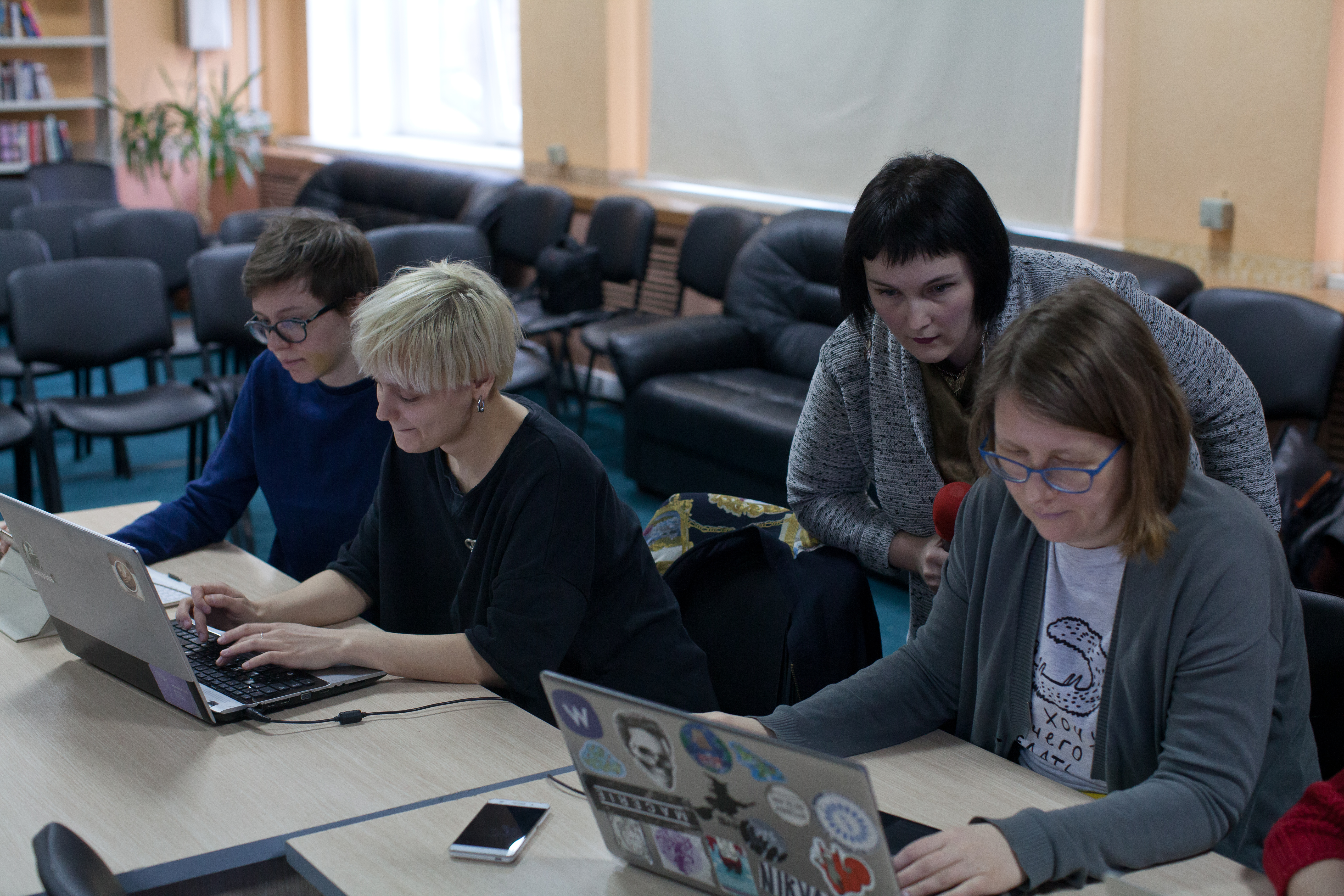
Софія Багдасарова проводить майстер-клас з основ Вікіпедії для жінок у бібліотеці імені Некрасова, Москва, 2017

Софія Багдасарова — активний учасник російської Вікіпедії з січня 2006 року (під ніком Shakko).
За підсумками 2014 року Софія удостоєна «Вікі-премії» як співавтор списку року «Список картин Дієго Веласкеса».
Софія Багдасарова дуже активна як популяризатор Вікіпедії: регулярно проводить майстер-класи та вебінари, виступає у ЗМІ з коментарями на теми, пов'язані з вікі-проектами, бере участь в організації та журі вікі-конкурсів.

З 2015 року Софія Багдасарова є членом некомерційного партнерства «Вікімедіа РУ».

Для структурирования информации я использовала два инструмента — Википедию и мой блог. Причём Википедию тоже не как читатель, а как место, где можно вести заметки. Многие об этом не догадываются, но Википедия — прекрасное место для ведения конспектов прочитанных книг и статей… В настоящий момент файлохранилище Википедии — это самое надёжное и долговечное хранилище иллюстраций в мировом интернете. Особенно для тех работ, которые мне нужны — произведений искусства до середины XX века.
— София Багдасарова
Входить до складу Наукової ради Живого Журналу з моменту її організації (липень 2019 року).